# 서울특별시의회
서울특별시의회는 대한민국 서울특별시에 제출된 의견이나 법안을 처리하기 위해 설치된 의회이다.

## 권한
지방의회의 입법기관으로서의 기능 이외에 주민의사를 대표하는 기관이기 때문에 주민복지, 지역사회개발 등 주민의 이해와 관계가 있는 중요한 사항이나 중요정책 또는 방침을 결정하는 의결권, 행정감사 또는 통제권, 청원처리권, 자율권 등을 수행할 권한이 있다. 서울시의회는 의결권, 통제권, 청원처리권, 자율권 등의 권한을 갖는다.
- 의결권: 서울특별시와 서울특별시교육청의 정책과 입법, 주민의 부담, 기타 서울시정의 운영에 관한 사항을 심의하여 결정하는 권한으로 그 의결 형식은 조례, 의견, 의결, 승인, 동의형태 등으로 권한을 행사한다
- 통제권: 서울특별시의회는 집행부(서울특별시, 서울특별시교육청)의 독주나 부당한 처사를 시정하고 감사하기 위하여 서울시정에 대한 통제권한을 행사한다. 집행부의 집행행위에 대한 의회의 주요 통제수단으로는 시장, 교육감 등의 출석, 답변, 의견진술의 요구, 서류 제출의 요구, 현장확인, 행정사무 감사 또는 조사 등이 있다.
- 청원처리권: 서울특별시의회는 서울 시민이나 서울특별시에 이해관계를 가진 사람이 서울특별시 행정의 집행에 대하여 불만 또는 희망을 진술하고 그 시정을 요구하면 처리하는 청원처리권한을 행사한다. 청원사항은 법령에 어긋나는 것, 재판에 간섭하는 것, 국가원수를 모독하는 것을 제외하고는 피해구제, 비리공무원의 처벌, 법령의 개ㆍ폐, 공공시설 운영 및 서울특별시 및 서울특별시교육청의 권한에 속하는 모든 사항은 청원의 대상이 된다.
- 자율권: 서울특별시의회는 의사와 내부사항을 독자적으로 결정ㆍ운영할 권한을 가지고 있으며, 자율권은 내부조직을 스스로 결정할 수 있는 권리와 회의 및 의사의 진행을 자율적으로 행하는 권리, 그리고 의원의 신분에 관하여 심의ㆍ결정 할 수 있는 권리 등이 있다.

## 운영

### 회기
의회는 정례회와 임시회를 합산하여 연간 회의일수를 150일 이내로 하며 회의일수는 연장이 필요한 경우에는 본회의에서 의결을 거쳐 연장할 수 있다, 이중 정례회의 회기는 연2회 운영되며, 임시회의 회기는 지방자치단체의 장이나 재적의원 3분의 1 이상의 요구가 있는 때에 소집한다.

### 소집
지방의회는 연중 계속 활동하는 것이 아니라, 일정한 기간을 정하여 활동한다. 의회 고유의 기능을 행사하기 위하여 일정한 장소에 모이는 행위를 집회라 한다.
회기는 의회의 의결로써 결정하고, 정례회는 매년 2회 운영되며, 1차 정례회는 매년 6월 20일에, 2차 정례회는 매년 11월 10일에 집회하고, 임시회는 일정한 기간을 정하여 열리게 된다. 연간 총 회의일수는 임시회와 정례회를 합하여 140일을 초과하지 않는 범위 내에서 회의를 할 수 있다.
임시회의 경우 지방자치단체장이나 재적의원 1/3 이상의 요구가 있을 경우 의회 의장은 요구일로부터 15일 이내에 소집 하여야 하며, 이와 같이 임시회의 집회요구가 있을 시 의장은 집회일 7일전에 집회공고를 하고, 이를 전 의원에게 통지함 으로써 집회가 이뤄지게 된다. 또한 정기회는 별도의 집회요구 없이 공고절차만 거쳐 집회하게 된다. 이와 같이 집회와 동시에 의회의 의정활동은 시작되는데, 이러한 의정활동을 할 수 있는 기간을 회기라 한다.
본회의는 의회의 의사를 결정하는 최고 의결기관이다. 회의시작 전에 개의일시 및 부의 안건과 그 순서를 기재한 당일의 의사일정, 관계 의안 자료 등을 미리 의석에 배부하고, 의사정족수인 재적의원 1/3 이상이 출석하면 회의를 시작한다.
한 회기를 시작하는 집회 첫날에는 본회의 개의에 앞서 개회식을 갖는데, 개회식에는 통상 시장 및 교육감을 비롯한 집행부 간부공무원도 참석한다. 개회식이 끝나면 개의 선포 후 의안의 발의ㆍ제출 및 심사보고서 제출 등 의원이 회의를 하는데 알아둘 필요가 있는 사항을 먼저 보고한 후 의사일정에 기재된 순서대로 안건을 상정하여 처리한다. 집회 첫날에는 개회식과 회기결정 및 회의록 서명 의원선출 등 비교적 간단한 사항을 관례적으로 처리한다.
본회의에서의 의안처리절차는, 안건을 상정하고 제안자의 제안설명이나 예비 심사한 위원회의 심사보고를 들은 다음 질의ㆍ답변과 토론을 거쳐 표결로 의결한다. 질의가 있을 경우에는 그 안건을 심사한 위원회의 위원장이나 심사보고한 의원이 보충 설명을 하며, 제안설명일 경우에는 제안의원이나 제안설명한 의원이 답변을 하고, 토론은 반대, 찬성 순으로 진행하며 토론이 끝나면 토론종결과 함께 표결할 것을 선포한다.
표결은 안건에 대한 찬ㆍ반 의견을 파악하여 가ㆍ부를 결정하는 안건 심의의 최종 단계로서 그 방법은 만장일치, 전자, 무기명, 기명투표 등이 있는데, 반대토론이 있을 경우 대부분의 일반 안건은 전자표결로 처리하는 경우가 많으며, 질의나 찬ㆍ반토론이 없을 경우에는 이의유무 형식인 만장일치식 방법을 취하고 있다. 또한 표결방법에 대하여 의장 제의 또는 의원의 동의로 본회의의 의결이 있을 때에는 그 의결된 방법으로 진행할 수도 있으며, 의회에서 실시하는 각종 선거는 특별한 규정이 없는 한 무기명 투표로 한다.
특정한 사항을 제외하고는 일반 안건의 표결은 재적의원 과반수 출석과 출석의원 과반수 찬성으로 의결하는데, 의장도 표결권을 가지며, 표결결과가 가ㆍ부동수인 경우에는 부결된 것으로 본다. 당일의 의사일정을 모두 마쳤을 때에는 다음 회의일시 등을 공지하고 산회를 선포한다.

## 조직

### 의장단
- 의장
- 부의장 2명

#### 역대 의장단
| 시의회 | 대수     | 이름   | 정당           | 임기                                | 부의장/정당           | 부의장/정당                     |
| ------ | -------- | ------ | -------------- | ----------------------------------- | --------------------- | ------------------------------- |
| 초대   | 임시     | 이원찬 | 민주당         | 1956년 9월 1일 - 1956년 9월 6일     |                       |                                 |
| 초대   | 1대      | 김진용 | 무소속         | 1956년 9월 6일 - 1957년 9월 3일     | 이행득/자유당         | 이행득/자유당                   |
| 초대   | 2대      | 박명준 | 자유당         | 1957년 9월 4일 - 1958년 10월 14일   | 이중구/무소속         | 이중구/무소속                   |
| 초대   | 3대      | 박명준 | 자유당         | 1958년 10월 14일 - 1959년 10월 13일 | 이행득/자유당         | 이행득/자유당                   |
| 초대   | 4대      | 홍순우 | 민주당         | 1959년 10월 14일 - 1960년 8월 12일  | 김석근/무소속         | 김석근/무소속                   |
| 2대    | 5대      | 한상기 | 민주당         | 1960년 12월 22일 - 1961년 5월 20일  | 방동석/무소속         | 방동석/무소속                   |
| 4대    | 임시     | 권회영 | 민주자유당     | 1991년 7월 4일 - 1991년 7월 8일     |                       |                                 |
| 4대    | 6대      | 김찬회 | 민주자유당     | 1991년 7월 8일 - 1993년 7월 7일     | 조정순/민주자유당     | 이재진/신민주연합당             |
| 4대    | 7대      | 백창현 | 민주자유당     | 1993년 7월 8일 - 1995년 6월 30일    | 오유근/민주자유당     | 문일권/민주당                   |
| 4대    | 8대      | 문일권 | 민주당         | 1995년 7월 8일 - 1997년 1월 7일     | 김기영/민주당         | 이성구/민주자유당               |
| 4대    | 9대      | 문일권 | 새정치국민회의 | 1997년 1월 8일 - 1998년 6월 30일    | 이선재/새정치국민회의 | 유기종/한나라당                 |
| 5대    | 10대     | 김기영 | 새정치국민회의 | 1998년 7월 9일 - 1999년 11월 19일   | 최종오/새정치국민회의 | 이성구/한나라당                 |
| 5대    | 11대     | 최종오 | 새정치국민회의 | 1998년 7월 9일 - 1999년 11월 19일   | 유대운/새정치국민회의 | 이성구/한나라당                 |
| 5대    | 12대     | 이용부 | 새천년민주당   | 2000년 7월 9일 - 2002년 5월 26일    | 민연식/새천년민주당   | 이양한/한나라당 임동규/한나라당 |
| 6대    | 13대     | 이성구 | 한나라당       | 2002년 7월 9일 - 2004년 2월 2일     | 유대운/새천년민주당   | 백의종/한나라당                 |
| 6대    | 14대     | 임동규 | 한나라당       | 2002년 2월 5일 - 2004년 7월 8일     | 정창희/한나라당       | 백의종/한나라당                 |
| 6대    | 15대     | 임동규 | 한나라당       | 2004년 7월 9일 - 2006년 6월 30일    | 박주웅/한나라당       | 민연식/새천년민주당             |
| 7대    | 16대     | 박주웅 | 한나라당       | 2006년 7월 12일 - 2008년 7월 11일   | 이종필/한나라당       | 김기성/한나라당                 |
| 7대    | 17대     | 김귀환 | 한나라당       | 2008년 7월 12일 - 2008년 11월 10일  | 김진수/한나라당       | 임승업/한나라당                 |
| 7대    | 18대     | 김기성 | 한나라당       | 2008년 11월 25일 - 2010년 4월 13일  | 김진수/한나라당       | 임승업/한나라당 하태종/한나라당 |
| 8대    | 19대     | 허광태 | 민주당         | 2010년 7월 13일 - 2012년 7월 12일   | 양준욱/민주당         | 진두생/한나라당                 |
| 8대    | 20대     | 김명수 | 민주통합당     | 2012년 7월 13일 - 2014년 3월 4일    | 성백진/민주통합당     | 김진수/새누리당                 |
| 8대    | 권한대행 | 성백진 | 새정치민주연합 | 2014년 3월 4일 - 2014년 6월 30일    | 성백진/민주통합당     | 김진수/새누리당                 |
| 9대    | 21대     | 박래학 | 새정치민주연합 | 2014년 7월 16일 - 2016년 6월 30일   | 김인호/새정치민주연합 | 강감창/새누리당                 |
| 9대    | 22대     | 양준욱 | 더불어민주당   | 2016년 7월 1일 - 2018년 6월 30일    | 조규영/더불어민주당   | 김진수/새누리당                 |
| 10대   | 23대     | 신원철 | 더불어민주당   | 2018년 7월 12일 - 2020년 6월 30일   | 김생환/더불어민주당   | 박기열/더불어민주당             |
| 10대   | 24대     | 김인호 | 더불어민주당   | 2020년 7월 1일 - 2022년 6월 30일    | 김기덕/더불어민주당   | 김광수/더불어민주당             |
| 11대   | 25대     | 김현기 | 국민의힘       | 2022년 7월 4일 - 2024년 6월 30일    | 남창진/국민의힘       | 우형찬/더불어민주당             |
| 11대   | 26대     | 최호정 | 국민의힘       | 2024년 7월 1일 -                    | 이종환/국민의힘       | 김인제/더불어민주당             |

### 위원회
상임위원회
- 운영위원회
- 행정자치위원회
- 기획경제위원회
- 환경수자원위원회
- 문화체육관광위원회
- 보건복지위원회
- 도시안전건설위원회
- 도시계획관리위원회
- 교통위원회
- 교육위원회

특별위원회
- 예산결산특별위원회
- 윤리특별위원회

### 사무기구
사무처
- 언론홍보실[4]
- 의정담당관실[4]
- 의사담당관실[4]
- 시민권익담당관실[4]
- 입법담당관실[4]
- 예산정책담당관실[4]
- 전문위원

## 건물
서울시의회의 건물은 1935년 경성부 부민관으로 건립되었으나 1945년 8.15 광복 이후 오랫동안 국회의사당으로 사용되어 역사적 가치가 크다. 현관은 철거되고 내부벽체 등이 개조되었으나 건물의 전체 외형은 비교적 잘 남아 있으며 국회의사당이 여의도로 옮겨간 후 세종문화회관 별관으로, 지방자치제도가 1991년 부활되면서 시의회 의사당으로 사용하고 있다.

## 역대 서울특별시의회의원 선거 결과

### 제1대 서울특별시의회
1956년 8월 13일에 실시된 1956년 대한민국 지방 선거를 통해 47명의 제1대 서울특별시의원을 선출했다.
| 정당 | 정당   | 합계 |
| ---- | ------ | ---- |
|      | 민주당 | 40   |
|      | 자유당 | 1    |
|      | 농민회 | 1    |
|      | 무소속 | 5    |

### 제2대 서울특별시의회
1960년 12월 12일에 실시된 1960년 대한민국 지방 선거를 통해 54명의 제2대 서울특별시의원을 선출했다.
| 정당 | 정당       | 합계 |
| ---- | ---------- | ---- |
|      | 민주당     | 19   |
|      | 신민당     | 17   |
|      | 한국독립당 | 1    |
|      | 무소속     | 17   |

### 제3대 서울특별시의회
1991년 6월 20일에 실시된 1991년 대한민국 지방 선거를 통해 132명의 제3대 서울특별시의원을 선출했다.
| 정당 | 정당         | 합계 |
| ---- | ------------ | ---- |
|      | 민주자유당   | 110  |
|      | 신민주연합당 | 21   |
|      | 민주당       | 1    |

### 제4대 서울특별시의회
1995년 6월 27일에 실시된 제1회 전국동시지방선거를 통해 147명의 제4대 서울특별시의원을 선출했다. 본 선거를 처음으로 비례대표제가 처음 도입되었으며 지역구 의원 133명과 비례대표 의원 14명을 선출했다.
| 정당 | 정당       | 지역구 | 비례대표 | 합계 |
| ---- | ---------- | ------ | -------- | ---- |
|      | 민주당     | 122    | 8        | 130  |
|      | 민주자유당 | 11     | 6        | 17   |

|  | 36.7% |

|  | 48.6% |

|  | 3.2% |

|  | 11.5% |

### 제5대 서울특별시의회
1998년 6월 4일에 실시된 제2회 전국동시지방선거를 통해 104명의 제5대 서울특별시의원이 선출되었다. 본 선거를 통해서 지역구 의원 94명과 비례대표 의원 10명이 선출되었다.
| 정당 | 정당           | 지역구 | 비례대표 | 합계 |
| ---- | -------------- | ------ | -------- | ---- |
|      | 새정치국민회의 | 78     | 5        | 83   |
|      | 한나라당       | 15     | 5        | 20   |
|      | 자유민주연합   | 1      | 0        | 1    |

|  | 41.8% |

|  | 50.8% |

|  | 4.5% |

|  | 0.4% |

|  | 2.6% |

### 제6대 서울특별시의회
2002년 6월 13일에 실시된 제3회 전국동시지방선거를 통해 102명의 제6대 서울특별시의원이 선출되었다. 본 선거를 통해서 지역구 의원 92명과 비례대표 의원 10명이 선출되었다.
| 정당 | 정당         | 지역구 | 비례대표 | 합계 |
| ---- | ------------ | ------ | -------- | ---- |
|      | 한나라당     | 82     | 5        | 87   |
|      | 새천년민주당 | 10     | 4        | 14   |
|      | 민주노동당   | 0      | 1        | 1    |

|  | 51.81% |

|  | 37.04% |

|  | 6.06% |

|  | 2.46% |

|  | 1.78% |

|  | 0.82% |

### 제7대 서울특별시의회
2006년 5월 31일에 실시된 제4회 전국동시지방선거를 통해 106명의 제7대 서울특별시의원이 선출되었다. 본 선거를 통해서 지역구 의원 96명과 비례대표 의원 10명이 선출되었다.
| 정당 | 정당       | 지역구 | 비례대표 | 합계 |
| ---- | ---------- | ------ | -------- | ---- |
|      | 한나라당   | 96     | 6        | 102  |
|      | 열린우리당 | 0      | 2        | 2    |
|      | 민주당     | 0      | 1        | 1    |
|      | 민주노동당 | 0      | 1        | 1    |

|  | 57.17% |

|  | 21.34% |

|  | 10.44% |

|  | 9.97% |

|  | 0.49% |

|  | 0.24% |

|  | 0.19% |

|  | 0.13% |

### 제8대 서울특별시의회
2010년 6월 2일에 실시된 제5회 전국동시지방선거를 통해 114명의 제8대 서울특별시의원이 선출되었다. 본 선거를 통해서 지역구 의원 96명과 비례대표 의원 10명, 교육의원 8명이 선출되었다.
| 정당 | 정당     | 지역구 | 비례대표 | 합계 |
| ---- | -------- | ------ | -------- | ---- |
|      | 민주당   | 74     | 5        | 79   |
|      | 한나라당 | 22     | 5        | 27   |
|      | 교육의원 | -      | -        | 8    |

|  | 41.38% |

|  | 40.99% |

|  | 4.86% |

|  | 3.87% |

|  | 3.86% |

|  | 3.28% |

|  | 1.06% |

|  | 0.30% |

|  | 0.30% |

|  | 0.07% |

### 제9대 서울특별시의회
2014년 6월 4일에 실시된 제6회 전국동시지방선거를 통해 106명의 제9대 서울특별시의원이 선출되었다. 본 선거를 통해 지역구 의원 96명과 비례대표 의원 10명이 선출되었다.
| 정당 | 정당           | 지역구 | 비례대표 | 합계 |
| ---- | -------------- | ------ | -------- | ---- |
|      | 새정치민주연합 | 72     | 5        | 77   |
|      | 새누리당       | 24     | 5        | 29   |

|  | 45.39% |

|  | 45.38% |

|  | 3.92% |

|  | 3.04% |

|  | 0.73% |

|  | 0.63% |

|  | 0.55% |

|  | 0.19% |

|  | 0.13% |

### 제10대 서울특별시의회
2018년 6월 13일에 실시된 제7회 전국동시지방선거를 통해 110명의 제10대 서울특별시의원이 선출되었다. 본 선거를 통해 지역구 의원 100명과 비례대표 의원 10명이 선출되었다.
| 정당 | 정당         | 지역구 | 비례대표 | 합계 |
| ---- | ------------ | ------ | -------- | ---- |
|      | 더불어민주당 | 97     | 5        | 102  |
|      | 자유한국당   | 3      | 3        | 6    |
|      | 바른미래당   | 0      | 1        | 1    |
|      | 정의당       | 0      | 1        | 1    |

|  | 50.92% |

|  | 25.24% |

|  | 11.48% |

|  | 9.69% |

|  | 0.88% |

|  | 0.76% |

|  | 0.34% |

|  | 0.31% |

|  | 0.16% |

|  | 0.11% |

|  | 0.05% |

### 제11대 서울특별시의회
2022년 6월 1일에 실시된 제8회 전국동시지방선거를 통해 112명의 제11대 서울특별시의원이 선출되었다. 본 선거를 통해 지역구 의원 101명과 비례대표 의원 11명이 선출되었다.
| 정당 | 정당         | 지역구 | 비례대표 | 합계 |
| ---- | ------------ | ------ | -------- | ---- |
|      | 국민의힘     | 70     | 6        | 76   |
|      | 더불어민주당 | 31     | 5        | 36   |

|  | 53.99% |

|  | 40.98% |

|  | 4.01% |

|  | 0.33% |

|  | 0.30% |

|  | 0.20% |

|  | 0.06% |

|  | 0.05% |

|  | 0.04% |

## 정당별 의석 수
| ↓            |          |  |
| 36           | 76       |  |
| 더불어민주당 | 국민의힘 |  |

### 교섭단체
서울특별시의회는 10명 이상의 의석을 확보한 정당, 또는 교섭단체에 속하지 않은 10명의 의원이 모여 교섭단체를 구성할 수 있다.

## 사진

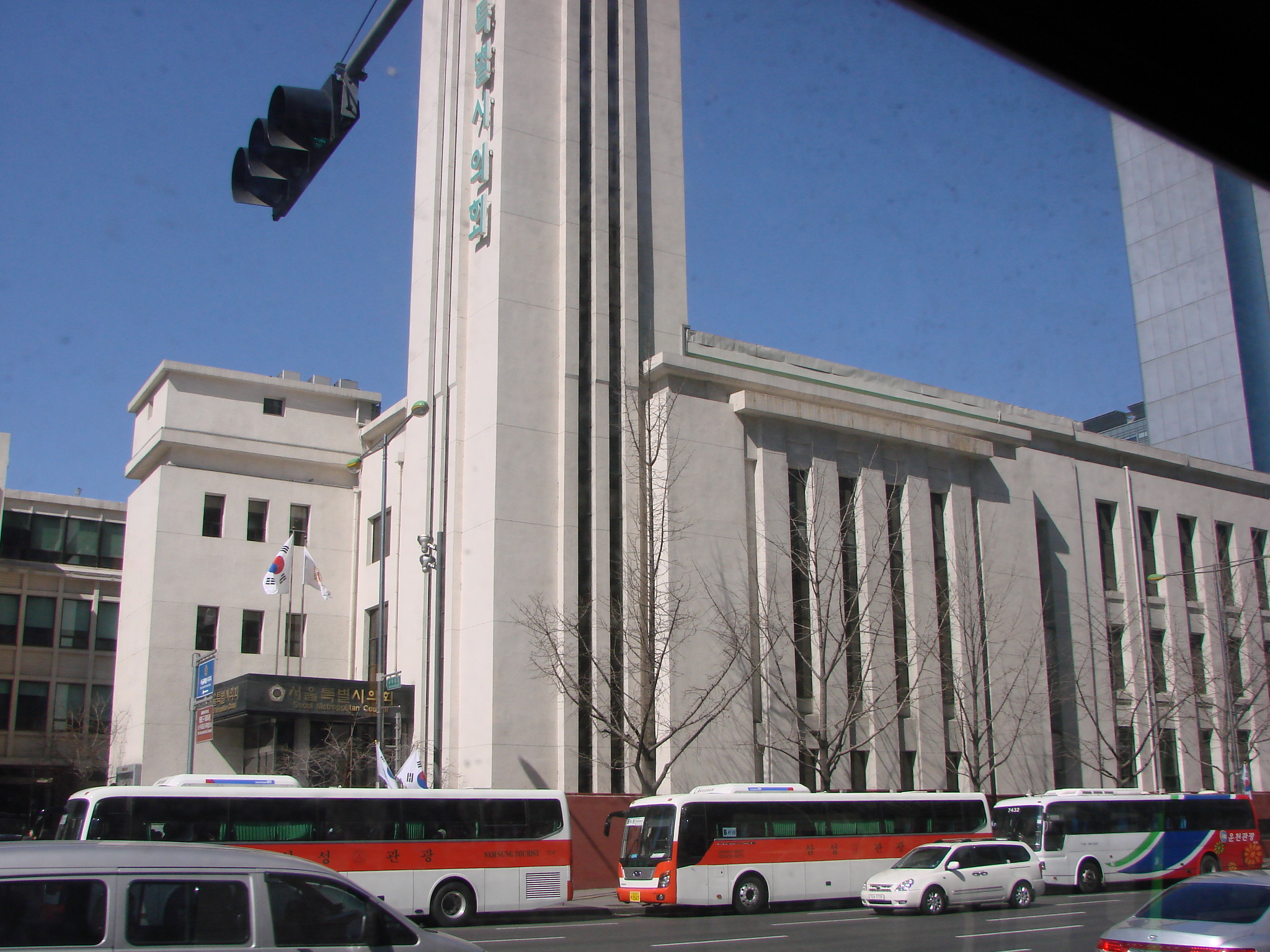
전경(2009년)

## 같이 보기
- 서울특별시의회의원 목록
- 서울특별시청
- 서울특별자유시참사회

## 참고문헌
본 문서에는 서울특별시에서 지식공유 프로젝트를 통해 퍼블릭 도메인으로 공개한 저작물을 기초로 작성된 내용이 포함되어 있습니다.